# Goniastrea minuta
Goniastrea minuta är en korallart som beskrevs av Veron 2002. Goniastrea minuta ingår i släktet Goniastrea och familjen Faviidae. IUCN kategoriserar arten globalt som nära hotad. Inga underarter finns listade i Catalogue of Life.